# Linde Werdelin

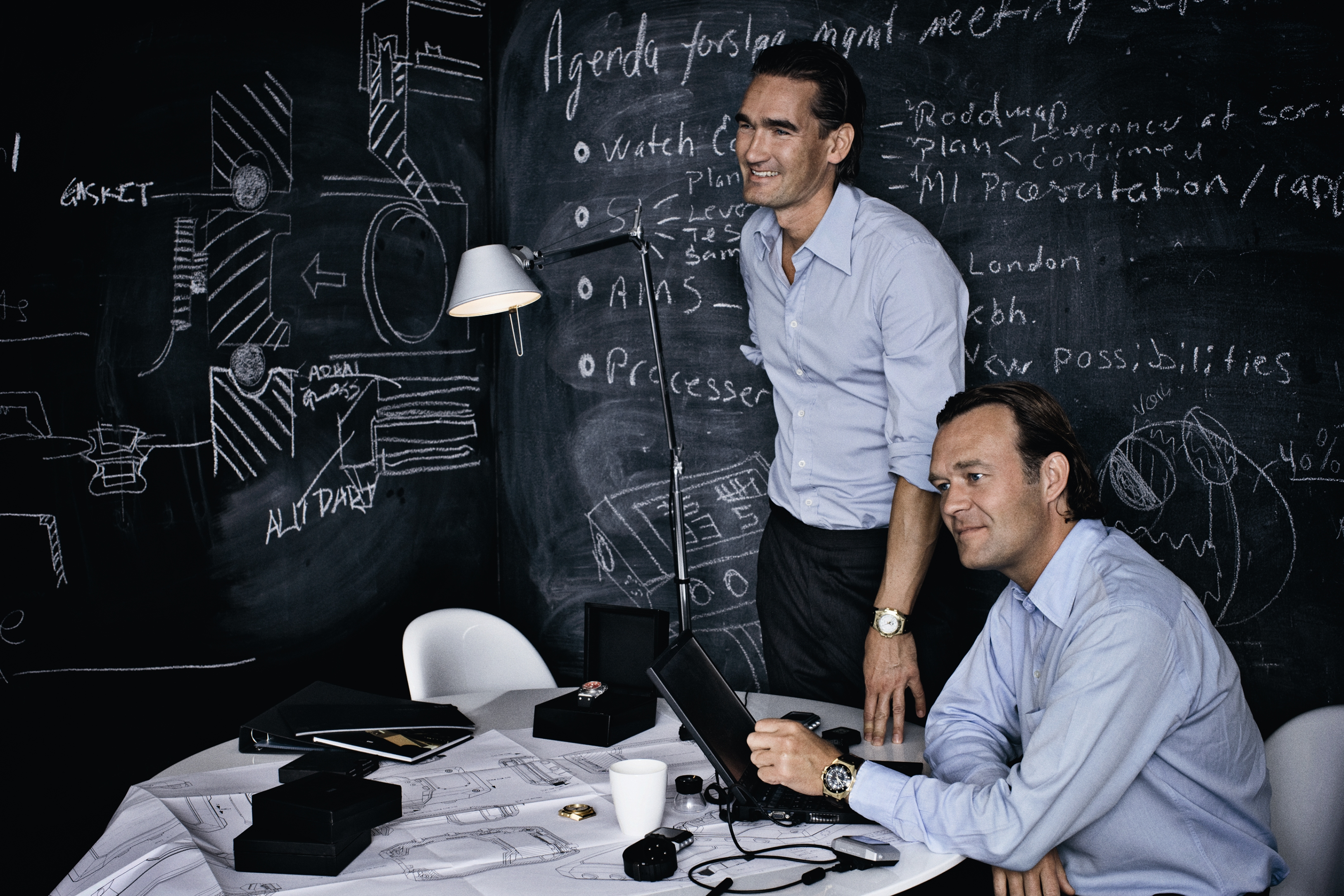
Morten Linde y Jorn Werdelin

Linde Werdelin es una empresa suizo-danesa fabricante de relojes de lujo, fundada en 2002 por dos daneses, Morten Linde y Jorn Werdelin. Está especializada en la creación de series limitadas y numeradas de relojes (hasta 100 unidades), fabricados en Suiza e ideados por diseñadores daneses. También produce instrumentos para esquí y buceo, que se pueden acoplar a la parte superior del reloj.

## Origen
La idea de fundar una empresa relojera surgió a raíz de un accidente de esquí en 1996. Jorn Werdelin, un entusiasta del alpinismo y esquiador fuera de pista, fue sorprendido por el mal tiempo, se perdió, y se cayó por un desnivel, lo que le causó una fractura en la espalda. Así, en 2002, se asoció con Morten Linde para desarrollar un reloj deportivo de alta gama que, cuando fuera necesario, pudiera combinarse con un instrumento digital para proporcionar información para esquiar o bucear.
La idea de "reloj más instrumento" requirió cinco años de investigación y desarrollo antes de que la primera colección de relojes Linde Werdelin saliera al mercado en 2006.
Los relojes e instrumentos Linde Werdelin se utilizaron en la primera ascensión libre confirmada a la cima del monte Everest en 2007.

## Colecciones
La colección de relojes Linde Werdelin se divide en dos grupos principales: las familias Spido y Oktopus. Los Spido se subdividen en los SpidoSpeeds, con complicaciones de cronógrafo, y los SpidoLites. Los Oktopus se subdividen en los modelos Double Date y Moonphase, con diferentes complicaciones. La firma dispone de sus propios instrumentos para el buceo y para el esquí, acoplables a sus relojes.
Si bien todos los relojes Linde Werdelin se fabrican íntegramente en Suiza, los instrumentos se desarrollan internamente en Dinamarca.
Linde Werdelin también es conocida por sus relojes DLC (carbono con efecto diamante). Su primera serie de relojes Hard Black DLC se lanzó en octubre de 2008 y se agotó al instante.
La firma también dispone de relojes esqueleto, inspirados en la Fórmula 1.

## Movimientos
Los relojes Linde Werdelin se fabrican exclusivamente en Suiza. Inicialmente, ETA era el suministrador de los movimientos Pero posteriormente pasó a colaborar con relojeros independientes para crear movimientos de precisión y a medida.